# Eriogonum calcareum
Eriogonum calcareum är en slideväxtart som först beskrevs av Susan Gabriella Stokes, och fick sitt nu gällande namn av Grady & Reveal. Eriogonum calcareum ingår i släktet Eriogonum och familjen slideväxter. Inga underarter finns listade i Catalogue of Life.